# Palaquium oleosum
Palaquium oleosum är en tvåhjärtbladig växtart som beskrevs av William Burck. Palaquium oleosum ingår i släktet Palaquium och familjen Sapotaceae.
Artens utbredningsområde är Sumatera. Inga underarter finns listade i Catalogue of Life.